# Norman (Schiff, 1941)
Norman (G49) war ein Zerstörer der N-Klasse.
Der Zerstörer wurde, wie vier seiner Schwesterschiffe, von der Royal Navy an die Royal Australian Navy verliehen und im September 1941 in Dienst gestellt. Im Zweiten Weltkrieg wurde er mit den Battle Honours Indian Ocean 1942–44, East Indies 1944, Burma 1944–45 und Okinawa 1945 ausgezeichnet.
Im Oktober 1945 schied der Zerstörer in Sydney aus dem Dienst der Royal Australian Navy und wurde als HMS Norman von der Royal Navy übernommen und über Fremantle bis zum 12. Dezember 1945 nach Plymouth überführt, wo sie außer Dienst gestellt und der Reserve zugeführt wurde. Eine weitere Nutzung des Zerstörers fand nicht statt und im April 1958 begann der Abbruch des Zerstörers in Newport.

## Geschichte
Die Norman wurde am 15. April 1939 mit weiteren sieben Einheiten der N-Klasse bestellt. Die Schiffe waren nur geringfügig veränderte Nachbauten der 1937 bestellten J- und K-Klasse. Auftragnehmer für je zwei Neubauten waren vier Werften, die auch zwei Einheiten der Bestellung 1937 gebaut hatten, die ab 1939 abgeliefert wurden. Die Norman wurde bei John I. Thornycroft & Company in Woolston bei Southampton am 27. Juli 1939 auf Kiel gelegt und am 30. Oktober 1940 vom Stapel gelassen. Sie war der zweite Neubau für die Royal Navy, der den Namen Norman zu Ehren der Normannen erhielt. Der erste Neubau mit diesem Namen war ein 1916 bei Palmers gebauter Zerstörer der Admiralty M-Klasse, der 1921 verschrottet worden war.
Während der Ausrüstung der acht Einheiten der N-Klasse entschied sich die Royal Navy, alle acht Einheiten alliierten Marinen zur Verfügung zu stellen. Fünf erhielt die Royal Australian Navy, zwei die Niederländische Marine und das erste ging an die Polnische Marine (Piorun). Am 15. September 1941 wurde die HMAS Norman als fünftes Schiff der Klasse und viertes für Australien in Dienst gestellt.
Ihr erster Kommandant war der spätere Vizeadmiral Henry Mackay Burrell (1904–1988), der 1955 Befehlshaber der Australischen Flotte und 1959 bis 1962 Chef (Chief of Naval Staff) der Royal Australian Navy wurde.

### Einsätze
Noch während der Einfahrphase bei der Home Fleet übernahm die Norman eine Sonderaufgabe, als sie am 7. Oktober 1941 Seyðisfjörður eine britische Gewerkschaftsdelegation an Bord nahm, die in die Sowjetunion reisen wollte. Der für die Reise vorgesehene Zerstörer Antelope konnte wegen eines Maschinenschadens nicht eingesetzt werden. Am 14. erreichte die Norman Archangelsk, schiffte die Delegation aus und trat die Rückreise an. Am 17. wurde dem Zerstörer auf Höhe der Bäreninsel befohlen, die Delegation nach der Beendigung ihres Besuchs wieder an Bord zunehmen. Ab dem 21. fuhr der zurückgelaufene Zerstörer im Weißen Meer U-Boot-Patrouillen, um dann am 27. die Delegation in Archangelsk wieder an Bord zu nehmen und endgültig die Rückreise anzutreten. Im November wieder in Scapa Flow eingetroffen, setzte der Zerstörer sein Trainings- und Testprogramm fort. Anfang Dezember 1941 ging der Zerstörer für Restarbeiten und die Installation einer Radaranlage nochmals in die Bauwerft in Woolston.
Nach Erledigung der Arbeiten wurde die Norman dem Truppengeleit WS 15 nach Freetown zugeteilt, zu dessen Sicherung noch das alte Schlachtschiff Resolution und der inzwischen der polnischen Marine überlassene Zerstörer Garland gehörten. Selbstständig lief der Zerstörer dann bis zum 2. Februar 1942 nach Simonstown. Mitte des Monats schloss er sich dann wieder dem Konvoi WS 15 von Kapstadt nach Durban an und begleitete dann einen nach Batavia bestimmten Teil des Geleitzuges, der auf See nach Ceylon umgeleitet wurde, wo die vier Transporter mit der Norman und dem seit Durban zum Konvoi gehörenden Schlachtschiff Ramillies am 4. März eintrafen.

Der „7th Destroyer Flotilla“ zugeteilt, sicherte der Zerstörer in der Folgezeit die Verbände der Eastern Fleet, bis er Ende Mai mit dem Kreuzer Birmingham sowie den Zerstörern Fortune, Nizam und Pakenham der Mediterranean Fleet als Verstärkung zugeordnet wurde. Im östlichen Mittelmeer wurde sie dann meist mit den Schwesterschiffen Napier, Nestor und Nizam eingesetzt. Ab dem 9. Juni 1942 nahm sie an der Operation Vigorous zur Versorgung Maltas teil, wo sie erst die aus Haifa kommenden Transporter zum Hauptgeleit begleitete und dann mit den drei Schwesterschiffen zur Sicherung des Hauptverbands der Flotte gehörte, Die Operation wurde schließlich abgebrochen. (siehe auch => Das Ende der Nestor)
Anschließend verlegte die Norman wieder zur Eastern Fleet und nahm am 8. Juli ihre Sicherungseinsätze im Indischen Ozean von Kilindini Harbour aus wieder auf. Am 10. September 1942 gehörte sie zu den Einheiten, die den Abschluss der Besetzung Madagascars unterstützten. Neben ihr wurden unter anderem auch ihre australischen Schwesterschiffe Napier, Nizam und Nepal sowie die niederländischen Van Galen und Tjerk Hiddes eingesetzt.

Am 21. Oktober 1942 konnte die Norman noch 14 Überlebende des britischen Handelsschiffs Empire Nomad (7167 BRT, 1942) retten, das acht Tage früher durch U 159 etwa 230 Seemeilen vor der Küste der Kapprovinz versenkt worden war. Diese hatten mit ihrem Rettungsboot fast die südafrikanische Küste erreicht. Zwei weitere Rettungsboote mit weiteren 32 Überlebenden der Empire Nomad wurden fünf Tage früher bzw. zwei Tage später von Handelsschiffen entdeckt.
Der Zerstörer nahm in den letzten Monaten 1942, 1943 und bis zum Herbst 1944 defensive Aufgaben im Indischen Ozean wahr und sicherte Einheiten der Eastern Fleet oder verstärkte die Sicherung von durch den Einsatzbereich laufenden Truppentransporten. Er war zusammen mit anderen Schiffen, darunter die Schwesterschiffe Napier, Nizam und Nepal, an einem einzigen offensiven Unternehmen im März 1944 beteiligt, als die Flugzeugträger Illustrious und die US-amerikanische Saratoga mit ihren Flugzeugen japanische Einrichtungen auf der Insel Sabang bombardierten (Operation Cockpit). In diesen zwei Einsatzjahren erfolgten zwei umfangreiche Überholungen: zuerst von Anfang März bis Mitte Mai 1943 in Simonstown, Südafrika, und dann von Mitte April bis Juli 1944 in Sydney, wobei das Schiff erstmals bis nach Australien kam.
Im Oktober 1944 erfolgten dann weitere Einsätze in Südostasien, als sie in der Nacht zum 18. zusammen mit dem Schweren Kreuzer London und ihrem niederländischen Schwesterschiff Van Galen den japanischen Stützpunkt auf Car Nicobar beschoss.

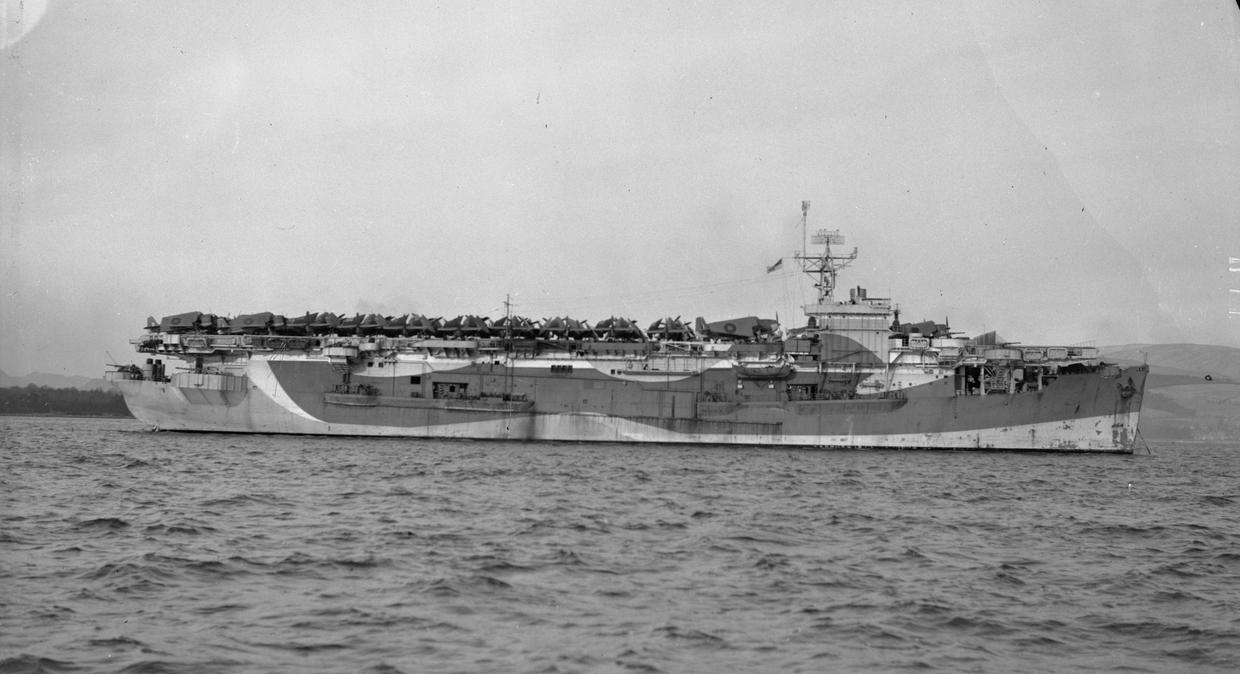
Der Geleitträger Ameer

Ähnliche Einsätze folgten dann im Januar 1945 zur Unterstützung des zum Teil amphibischen Vormarschs britischer und indischer Truppen in Burma. Als am 16. Truppen im Norden der Insel Ramree vor Arakan landeten (Operation Matador), sicherte die Norman den Geleitträger Ameer, der die Luftsicherung im Landungsabschnitte sicherstellen sollte. Bei einer weiteren Landung auf der Insel Cheduba südlich von Ramree (Operation Sankey) am 26. Januar beschoss Norman mit den Zerstörern Raider, Paladin und Rapid vor der Landung das Landungsgebiet. Am 30. Januar transportierte die Norman mit der Raider sowie vier Landungsbooten Truppen zur Insel Sagu südlich von Ramree (Operation Crocodile).
Im Februar verlegte der Zerstörer dann nach Australien und wurde der British Pacific Fleet (BPF) zugeteilt, die eine Task Force der der amerikanischen Flotte bildete und ab Mitte April 1945 bei der Eroberung von Okinawa bildete (Operation Iceberg). Die vier australischen N-Zerstörer gehörten zur Sicherung des britischen Trägerverbandes. Ab dem 6. Mai gehörte die Norman mit ihren Schwesterschiffen Napier, Nepal und Nizam zu der britischen Versorgungsgruppe mit Tankern, Munitionsschiffen und vier Transport-Geleitträgern. Am 22. Mai verließ die Norman den Verband, um den bei einer Kollision mit dem Träger Formidable beschädigten Zerstörer Quilliam nach Leyte zu eskortieren. Ab Anfang Juli 1945 wurde die Norman von der Basis Manus aus eingesetzt, um die Schiffe der BEF vor Japan mit Post, dringend benötigten Gütern oder Ersatzpersonal zu versorgen. Im September 1945 lief das Schiff erneut nach Japan, erreichte aber Tokio zu spät, um noch an der formalen Kapitulation teilnehmen zu können. Im Oktober kehrte der Zerstörer dann nach Australien zurück.

### Der Verbleib derNorman
Im Oktober 1945 schied der Zerstörer in Sydney aus dem Dienst der Royal Australian Navy und wurde als HMS Norman von der Royal Navy übernommen und über Fremantle nach Großbritannien überführt. Die Norman traf am 12. Dezember 1945 in Plymouth ein, wo sie außer Dienst gestellt und der Reserve zugeführt wurde. Während der Reservezeit wurde das Schiff mehrfach zu anderen Standorten geschleppt. Die Absicht, die Norman als Drillschiff für die Ausbildung von Reservisten-Einheiten zu nutzen, wurde verworfen und das Schiff zum Abbruch verkauft, der im April 1958 in Newport begann.